# Save the Children
Save the Children (швед. Rädda Barnen «Врятуймо дітей») — міжнародна неурядова організація, що надає допомогу і підтримує дітей у країнах, що розвиваються.

## Історія
Організація була заснована у 1919 році у Великій Британії у відповідь на трагедію Першої світової війни з метою поліпшення життя дітей шляхом покращення освіти, охорони здоров'я та економічним можливостям, а також наданню надзвичайної допомоги у разі стихійних лих, війни та інших конфліктів.
Шість місяців потому «Врятуймо дітей» була заснована у Швеції. Спочатку вона працювала під головуванням Еллен Пальмшерна і декількох активістів, серед яких були журналісти Герда Маркус і Елін Вагнера. На початку їхня робота була зосереджена на зменшенні крайнього зубожіння для дітей після Першої світової війни. Між війнами акцент був зроблений саме на дітей у Швеції, але все змінилося після Другої світової війни, коли у шведів зросло розуміння дітей, що страждають не тільки на їхній землі, але і в різних частинах світу. У 1970-х роках «Врятуймо дітей» була перетворена на сучасне агентство з розвитку і зміни становища дітей у країнах, що розвиваються.
Організація надавала допомогу постраждалим дітям під час голоду в Поволжі (1921—1922), війни у В'єтнамі, громадянської війни в Нігерії та інших лих та конфліктів.

## Діяльність
Сьогодні існує 29 національних організацій «Врятуймо дітей», що входять до Міжнародного альянсу «Врятуймо дітей» — глобальної мережі некомерційних організацій, які надають підтримку місцевим партнерам у більш ніж 120 країнах світу.
Організація сприяє наданню більших прав для молоді, особливо шляхом застосування Декларації прав дитини ООН. Члени Альянсу координують надання допомоги у надзвичайних ситуаціях, захищаючи дітей від наслідків війни та насильства. На думку співробітників організації, навіть невеликі пожертви можуть врятувати велику кількість дітей.
Останнім часом організацією була запущена програма з надання якісної освіти восьми мільйонам дітей, що живуть у країнах, схильних до частих збройних конфліктів.